# Blood and Gold

Blood and Gold est un film allemand de Peter Thorwarth sorti en 2023,,. Le film se veut un hommage au genre du western spaghetti. 
L'histoire se passe tandis que la Seconde Guerre mondiale touche à sa fin, lorsqu'un un groupe de soldats SS part à la recherche de plusieurs lingots d'or cachés quelque part dans un village.

## Synopsis
Au printemps 1945, alors que l'Allemagne nazie est sur le point de perdre la guerre, Heinrich, soldat appartenant à un peloton de Waffen-SS et décoré de la croix de fer mais depuis le début opposé à cette guerre qu'il n'a pas choisie, s'est battu sur tous les fronts pendant cinq ans. Déserteur au début du film, il est finalement rattrapé après une épuisante poursuite dans les bois. Sommairement jugé, il est condamné à la pendaison par l'Obersturmbannführer von Starnfeld. Le nœud de la corde est vicieusement retourné par l'Oberscharführer Dörfler afin de le faire agoniser plus longtemps. Après que le groupe de soldats s'est éloigné, il est décroché encore vivant par Elsa, une jeune femme qui vit avec son frère trisomique Paule dans une ferme isolée. 
Tandis qu'une veuve fleurit la tombe de son époux défunt, les SS entrent dans le village voisin, accueillis avec effusion par le maire, un homme bedonnant sanglé dans son uniforme de parade nazi. Leur objectif est de retrouver dans les ruines d'une maison incendiée une trentaine de lingots d'or ayant appartenu aux Lowerstein, une famille juive allemande implantée là de longue date, dont le fils a épousé la fille d'un riche commerçant avant de vendre l'entreprise pour tenter de fuir en Palestine, tentative qui a échoué. Ayant obtenu ce renseignement en Pologne, von Starnfeld ignore cependant où se trouve exactement cet or.
Un groupe de soldats SS sous la direction de Dörfler sont envoyés à la ferme d'Elsa pour assurer le ravitaillement. Heinrich, caché dans le grenier, est témoin des moqueries des SS envers Paule puis de la tentative de viol d'Elsa. Heinrich, fourche en main, pourfend un soldat avant qu'une fusillade éclate. Heinrich et Elsa abattent tous les soudards à l'exception de Dörfler, blessé, qui parvient à fuir. Tous deux, solidement armés, ainsi que Paule, triste d'abandonner sa vache laitière, doivent abandonner la ferme pour se réfugier en forêt où ils s'arrêtent pour la nuit. Paule  ne cesse de penser à sa vache laitière adorée qui aura besoin d'être traite. Au matin, il a abandonné le campement pour retourner à la ferme. C'est là qu'il est capturé par Dörfler, revenu sur place avec plusieurs soldats. Ce dernier tue la vache dont la viande régalera la compagnie, au grand désespoir de Paule.
Les SS conduisent Paule devant l'église du village et l'humilient devant les villageois rassemblés de force. Autour de son cou, une pancarte indique : " Je ne mérite pas de vivre". Il est ensuite escorté par deux soldats au sommet du clocher de l'église pour y être pendu. Arrivé là-haut, Paule, dans un sursaut de colère, pousse un des soldats dans le vide. S'emparant de la mitraillette du soldat qui s'est écrasé au sol, il tue le second. Puis il arrose de balles la place du village, provoquant la panique des habitants tandis que von Starnfeld demeure impassible. Ce dernier, muni d'un fusil à lunette, épaule et loge une balle dans la tête de Paule qui s'écroule devant sa sœur et Heinrich, témoins de toute la scène et arrivés entretemps jusqu'en haut du clocher. Elsa redescend, ivre de vengeance et décharge son arme de poing sur von Starnfeld sans toutefois parvenir à le toucher. Vaincue, à bout de nerfs, elle tombe à genoux en pleurant.
Pendant ce temps, se poursuivant de maison en maison, Heinrich et Dörfler combattent dans un corps-à-corps sanglant durant lequel ils s'infligent de graves blessures à l'arme blanche. Dörfler abandonne la partie tandis qu'Heinrich trouve refuge dans la maison de la veuve Irmgardner, la femme qui fleurissait la tombe de son mari. Celle-ci panse sa blessure à la cuisse et dévoile son arsenal de chasse: elle aussi a un compte à régler avec les nazis. Plus tard dans la nuit, elle introduit chez elle le prêtre du village, son ami de cœur et peut-être davantage, qui relate à Heinrich comment les choses se sont déroulées pour en arriver là. Durant la Nuit de Cristal (nuit durant laquelle fut déclenchée un vaste pogrom anti-juif dans toute l'Allemagne), quatre citoyens de la ville, le maire, la féroce nazie Sonja (Sonia) et deux autres hommes, profitant du chaos et de la violence ambiante, ont volé la caisse contenant l'or de la famille Lowerstein, la seule famille juive du village. Les quatre complices l'ont alors enfoui dans une sépulture du cimetière en attendant la fin des hostilités. 
On retrouve ces quatre compères réunis dans une cave pour prendre une décision concernant l'or. Le maire veut le livrer aux SS mais les trois autres s'y opposent, l'assassinent sauvagement à coups de pelle et décident d'exhumer leur trésor. Éffarés, ils constatent que la tombe est vide et se soupçonnent mutuellement. Substitué à l'or, ils y trouvent une bible dont un passage des Commandements a été souligné de rouge: "Tu ne tueras point. Tu ne voleras point". Ce dont ils s'aperçoivent trop tard, c'est que le prêtre les avait vu et que c'est lui qui les a doublé. Au même moment, le prêtre confie à Heinrich qu'il a dissimulé les lingots dans l'autel de l'église. Heinrich compte monnayer l'or contre la libération d'Elsa, désormais entre les mains des SS.
Elsa est l'otage de von Starnfeld avec qui elle dîne en tête à tête sans pouvoir rien faire contre lui. Il lui confie qu'il a naguère été follement épris d'une femme qui lui ressemblait : Rebecca, une femme de confession juive qu'il a assassiné froidement pour ne pas la voir déportée. Au cours de la nuit, Elsa remarque la bague du commandant SS assoupi à ses côtés. Elle en extrait une capsule de cyanure qui tombe sur le tapis. En la cherchant, elle réveille von Starnfeld. Une moitié du visage de l'homme est recouvert d'un masque de cuir qui cache une horrible blessure découvrant sa machoire à nu. Malgré cela, Elsa fait mine d'être séduite par ses promesses de protection et l'embrasse, lui glissant la capsule mortelle dans la bouche. 
En dépit de sa blessure encore fraîche et douloureuse mais galvanisé par l'espoir de sauver Elsa, Heinrich balance un des lingots d'or à travers la fenêtre de la brasserie du village qui sert de QG aux SS. Un échange nourri  de tirs s'ensuit, blessant une nouvelle fois Heinrich. Il est transporté à l'intérieur et Dörfler transfuse son propre sang à Heinrich afin qu'il vive et puisse lui avouer où se trouve l'or tant convoité (le groupe sanguin des SS était tatoué sous leur bras). Pendant ce temps, dans l'église, le prêtre résigné indique à Sonja et à ses deux comparses l'emplacement des lingots. Mais la cachette a été piégée à la grenade. L'explosion tue net les deux hommes et souffle Sonja. Accompagné d'Heinrich, Dörfler fait irruption dans l'église dévastée avec ses hommes et abat le prêtre. La veuve Irmgardner, furieuse, et Elsa, armée d'un fusil de chasse, engagent un combat sans merci contre les SS à l'issue duquel la veuve Irmgardner et Dörfler sont tués. Abandonnant l'or maudit, Heinrich et Elsa sortent vivants de l'église. 
Dans les décombres de l'église, un jeune soldat ayant survécu à l'affrontement s'extrait ravi de sa cachette mais c'est sans compter sur Sonja, toujours en vie, qui n'hésite pas à liquider ce dernier gêneur. On la retrouve à bord d'une Volkswagen Kübelwagen sur une route qui traverse une verte prairie ensoleillée. Elle sourit, riche et libre quand soudain la voiture explose : c'est un char Sherman qui vient de la prendre pour cible alors même que la guerre est finie. Les soldats américains découvrent alors les lingots d'or projetés par l'explosion tout autour de la carcasse du véhicule. Ils envisagent dans un premier temps de rapporter leur incroyable découverte à leur hiérarchie mais le sergent lui, envisage une autre alternative, beaucoup moins réglementaire. 
Avec la paix retrouvée, Heinrich revient dans sa ville de Hagen accompagné d'Elsa. Là, dans une file d'attente, Heinrich retrouve la seule de ses deux petites filles rescapée de cette guerre cruelle et absurde qui lui a aussi enlevé son épouse. Il la serre dans ses bras. Une larme de joie mêlée de douleur coule de ses yeux tandis que la chanson douce-amère de Pete Seeger interprétée par Marlene Dietrich en trois langues vient clore le film (Where Have All the Flowers Gone ? Où vont les fleurs ? Sag mir, wo die Blumen sind ?).

## Distribution
(novembre 2023).
- Robert Maaser : Heinrich
- Jördis Triebel : Sonja
- Alexander Scheer : von Starnfeld
- Marie Hacke : Elsa
- Connor Long : Paule
- Roy McCrerey : Sergeant
- Juri Senft : Koehler
- Nele Kiper : Elisabeth
- Florian Schmidtke : Dörfler
- Gisela Aderhold : Brigitte
- Stephan Grossmann : Bürgermeister Richard
- David Burnell IV : GI américain
- Steffen Wink : Wirtz
- Simon Rupp : Paul
- Simson Bubbel : Schreck
- Petra Zieser[pas clair] : Irmgard
- Heiko Schaffartzik : Braun
- Jan Cajzl : Niemann
- Jared Lorenzo : GI américain
- Tomas Karel : Hebler
- Marion Trintignant : Sonja
- Jan Blahák : Holm
- Andreas Bichler : Rogge
- Christian Schneeweiß : Kemper

## Réception presse
L'année de sa sortie, Télérama, Sudinfo et Cinema Express saluent le film,,.  
The Guardian le qualifie de western spaghetti à la sauce Seconde Guerre mondiale. 

## Audience
Le 29 mai 2023, c'est le film le plus vu sur Netflix.